# Östra Arådalen

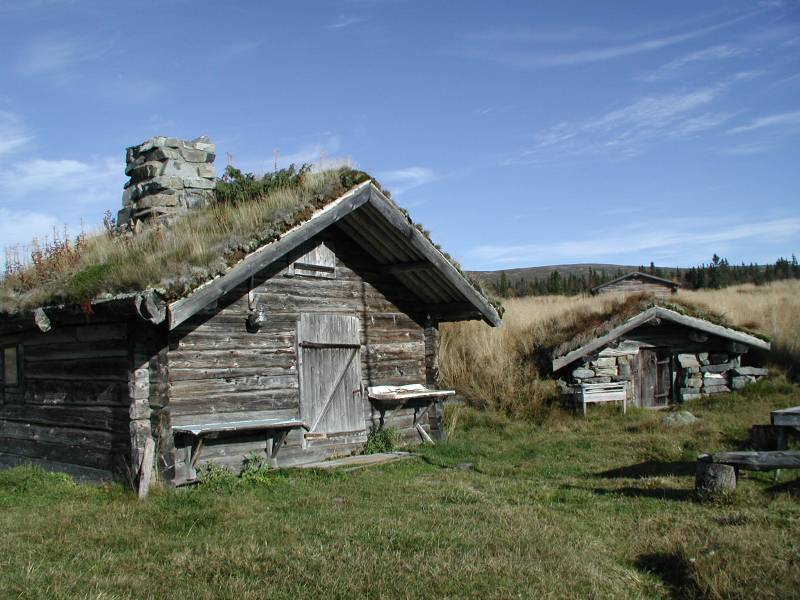
Hütten auf der Alm Östra Arådalen

Östra Arådalen ist eine Almsiedlung im Tal Arådalen in der schwedischen historischen Provinz Jämtland, mit sehr weiter Aussicht auf das Oviksfjäll. Die Alm besteht aus mehreren Hütten, von denen einige bis heute traditionell genutzt werden. Nachdem die Almsiedlung mit Hilfe des Länsmuseums (Provinzmuseum Jamtli) restauriert wurde, erhielt sie 1991 ein Diplom den europäischen Denkmalschutzverbundes Europa Nostra.
Die offenen Grasflächen sind vor allem mit strauchförmigem Wacholder bewachsen, der in diesen Höhenlagen bis knapp 1000 Jahre alt werden kann.